# Wilhelm Diegelmann
Wilhelm Diegelmann (Neuhof, 28 de setembro de 1861 – Berlim, 1 de maio de 1934) foi um ator alemão da era do cinema mudo.
Está sepultado no Südwestkirchhof Stahnsdorf.

## Filmografia selecionada
- 1913: Die Insel der Seligen
- 1914: Der Spuk im Hause des Professors
- 1916: Nebel und Sonne
- 1916: Paulchen Semmelmann
- 1917: Der Golem und die Tänzerin
- 1917: Prinz Sami
- 1931: Die Faschingsfee
- 1931: Ronny
- 1931: Der wahre Jakob
- 1932: Skandal in der Parkstraße
- 1933: Großstadtnacht
- 1933: Hans Westmar
- 1933: Das Tankmädel
- 1934: Der Schimmelreiter